# Brochure

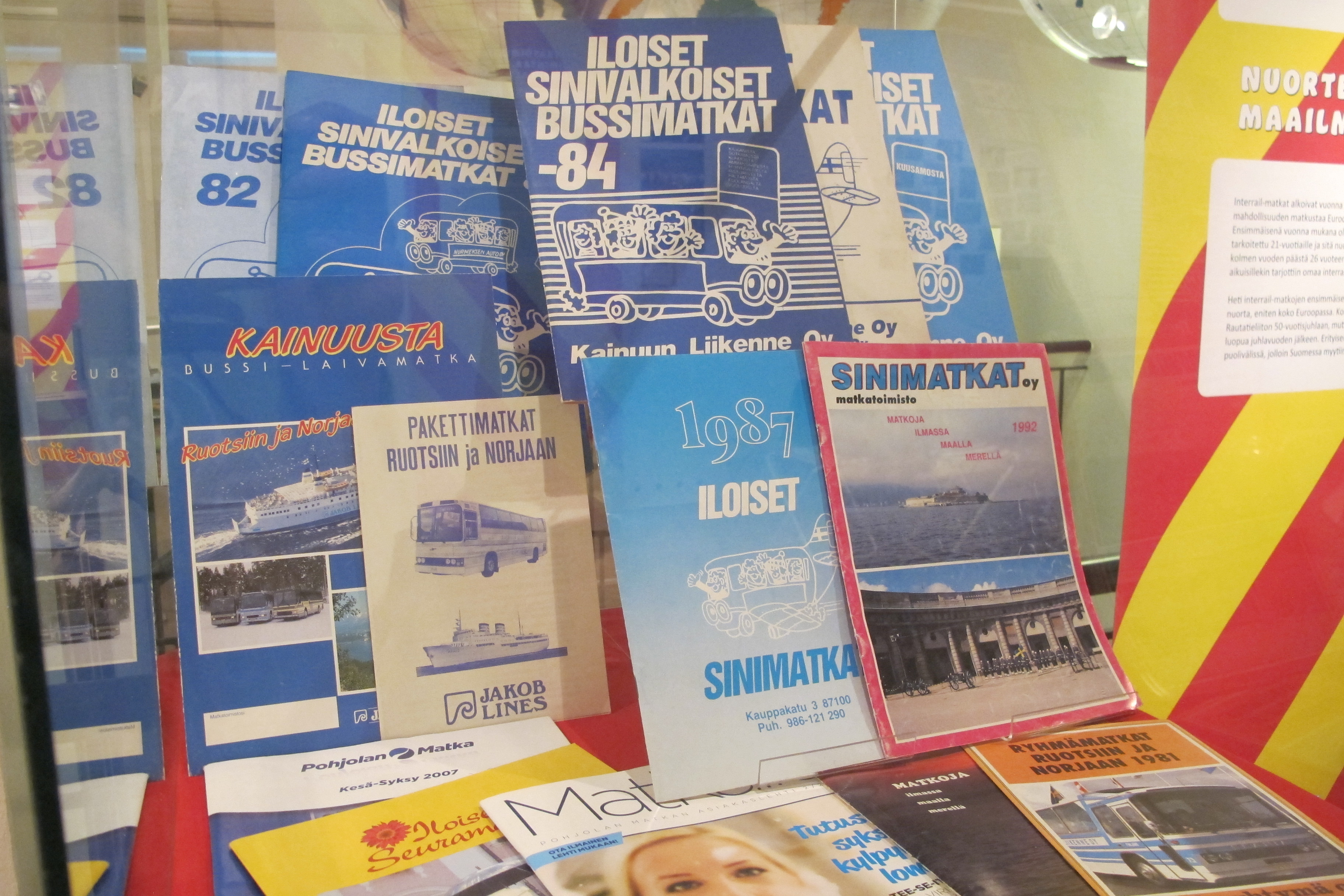
Exemples de brochures touristiques disposées sur un étal

Une brochure  est un document papier à destinée informative (et parfois dans un cadre publicitaire), ayant été broché, c'est-à-dire assemblé par collage de la tranche des feuillets au dos de sa couverture. Publication de quelques pages ou quelques feuillets, les brochures se distinguent en deux types: celles à usage promotionnel et celles à but politique. Les premières sont généralement utilisés pour présenter une entreprise, une organisation, un produit ou un service; les secondes sont souvent auto-produites pour disséminer une idée. Considérées comme de la littérature grise, les brochures commerciales sont aussi très présentes aux abords des lieux touristiques.

## Définition statistique

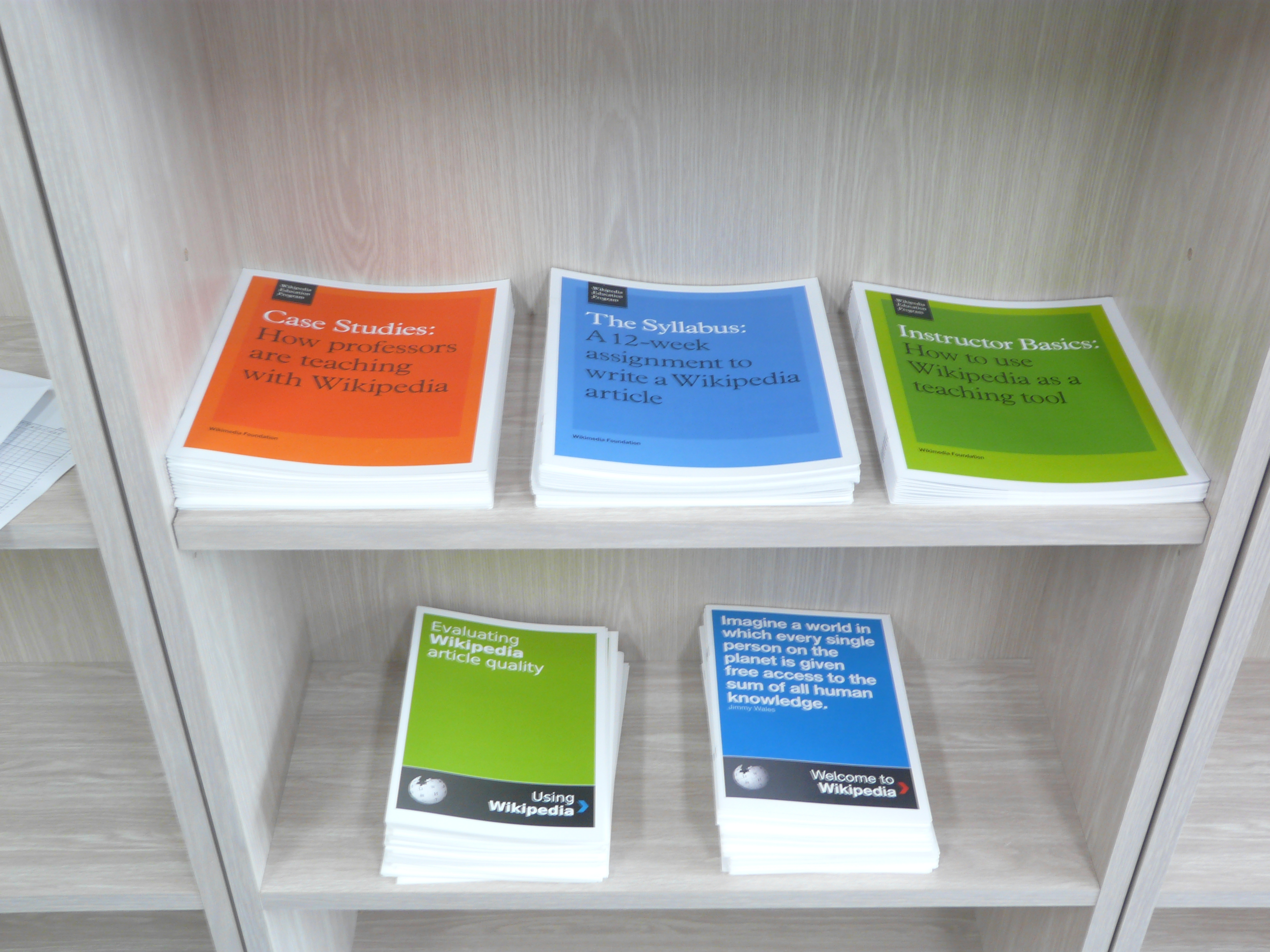
Quelques brochures explicatives de la Fondation Wikimédia sur l'usage de Wikipédia

En 1964, l’Unesco a proposé une définition du terme « brochure » dans le cadre de l'établissement de statistiques nationales de l'édition de livres et de périodiques : « Une brochure est une publication non périodique imprimée comptant au moins 5, mais pas plus de 48 pages, pages de couverture non comprises, éditée dans le pays et offerte au public. » Mais les publications concernées par ces statistiques devraient exclure nombre de publications usuellement qualifiées de « brochure » en langage courant.

## Usage politique
Il existe un usage politique de la brochure, proche de celui de l'essai, du fanzine, du tract ou du pamphlet, qui s'inscrit le plus souvent dans la culture du « Do it yourself ». Pratiquant le copyleft, les textes auto-produits échappent la plupart du temps au dépôt légal, et sont diffusés dans les infokiosques et en ligne,. Les objectifs de ces brochures sont fréquemment le partage de connaissances, la subversion ou la propagande.
Parmi les brochures politiques célèbres, on peut citer De la misère en milieu étudiant.